# Roopkund
Le Roopkund (aussi connu sous le nom de « lac des squelettes ») est un lac glaciaire de l'Himalaya situé dans le district de Chamoli de l'État d'Uttarakhand en Inde. Sa notoriété vient de la présence dans ses eaux de plusieurs centaines d'ossements humains, facilement visibles depuis les berges.

## Caractéristiques physiques
L'altitude du lac est controversée, les sources indiquant 5 029 m ou 4 778 m d'altitude. Il s'agit d'un lac glaciaire d'altitude appartenant au massif du Trisul dans l'enceinte du parc national de Nanda Devi. Le lac est situé dans un passage entre deux pics. Il est gelé presque toute l'année, il ne dégèle qu'environ un mois par an.

## Origine du nom
La région du lac est riche en légendes. Dans l'une d'elles, Nanda Devi et Shiva auraient atteint le lac après une lutte avec des démons. Nanda Devi voulant étancher sa soif, Shiva créa ce lac pour elle. Lorsque Nanda Devi se pencha sur le lac, elle se vit belle dans le reflet de la surface de l'eau. Le lac prit le nom de Roopkund signifiant « forme ».

## Le lac des squelettes

### Découverte
En 1942, H.K. Madhwal, un gardien du parc national de Nanda Devi (à l'époque le Nanda Devi Game Sanctuary ; Game signifiant « Gibier » en anglais) découvre des ossements humains accompagnés de chairs dans l'eau du lac à peine dégelée.
Dans le contexte de la Seconde Guerre mondiale, les militaires britanniques pensent tout d'abord à une attaque des forces japonaises. Une mission est envoyée sur place, mais il apparaît bien vite que les ossements sont très anciens et que les chairs elles-mêmes ont été particulièrement bien conservées par les conditions climatiques de haute altitude.

### Légendes locales
Une légende locale raconte qu'un roi de Kannauj nommé Jasdhawal avait entrepris un pèlerinage pour honorer la déesse Nanda Devi, mais sans tenir compte de l'avis de ses conseillers religieux. Il emmena avec lui toute sa cour, comprenant des danseuses, des musiciens, des fonctionnaires, ainsi que sa femme enceinte. En arrivant près du lac Roopkund, la reine accouche, et la déesse se met alors en colère, d'abord parce qu'on avait emmené des danseurs et des musiciens sur cette terre sacrée, mais surtout pour l’accouchement de la reine, qui devenait ainsi impure pendant quelque temps. La déesse envoie alors une terrible tempête sur les pèlerins qui sont tous tués sur le coup. Cette légende s'accompagne d'une chanson traditionnelle évoquant les grêlons « durs comme du fer » qui tombèrent sur la tête des malheureux.

### Analyse des ossements

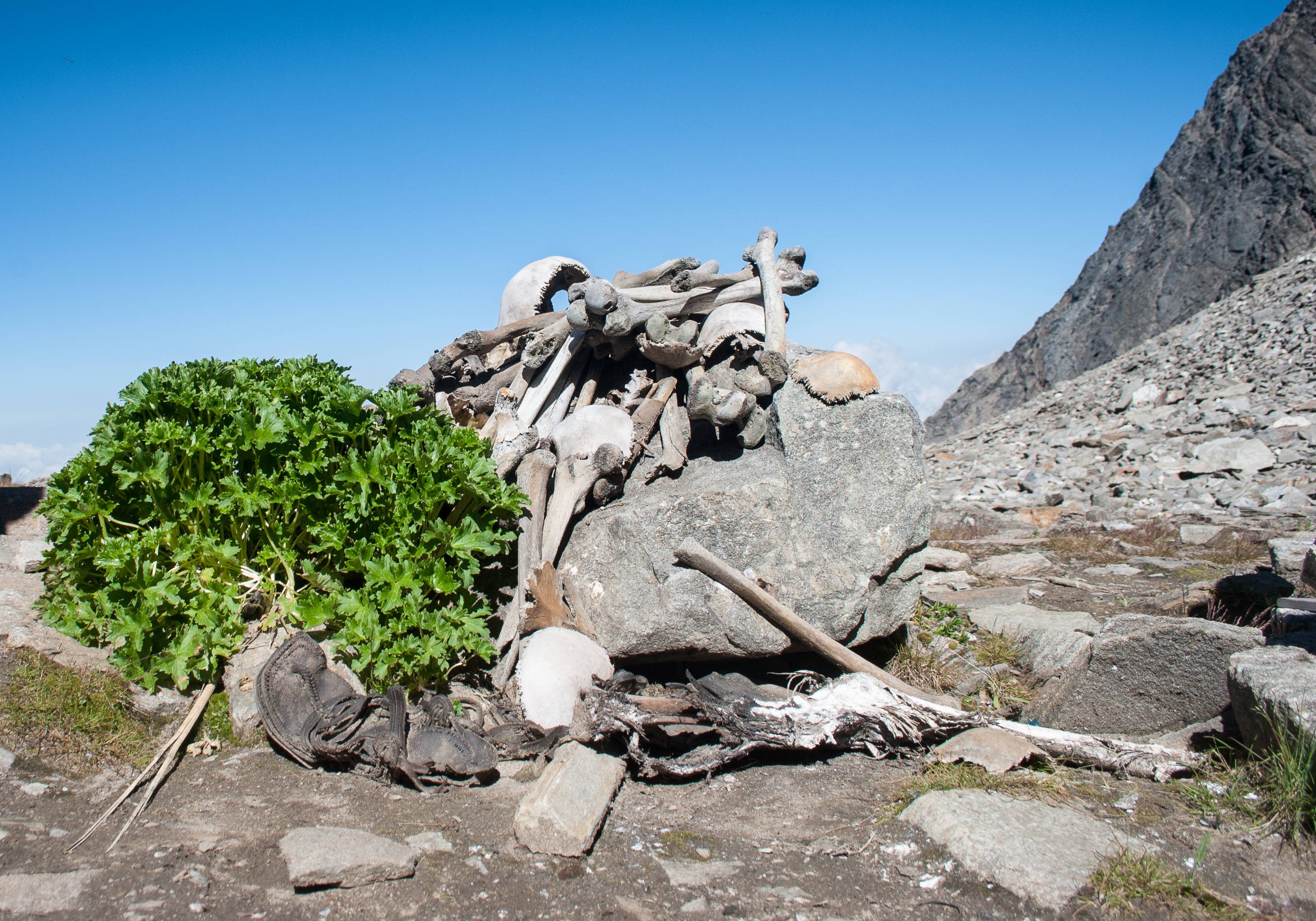
Ossements humains sur les bords du lac Roopkund.

Il semble que les eaux du lac aient renfermé les restes d'au moins 500 individus. La quantité d'ossements a diminué au fil du temps, car de nombreux randonneurs ou touristes ont eu l'idée curieuse d'en rapporter en souvenir. Une datation par le carbone 14 a donné la date approximative de 840 apr. J.-C., à plus ou moins 30 ans.
L'analyse paléopathologique des ossements a permis d'identifier de très nombreux traumatismes crâniens, avec parfois des fractures sur le sommet du crâne. Il a été ainsi suggéré que les victimes aient pu mourir à l'occasion d'une violente chute de grêle ; dans ces régions, des grêlons de 7 cm de diamètre ont déjà été signalés et une très forte grêle pourrait donc être à l'origine d'une telle hécatombe.
Une analyse génétique a révélé que plusieurs victimes appartiendraient à la caste des Brahmanes du Konkan dans le Maharashtra (à plus de 1 000 km du lac) mais aussi à des populations locales. Il y avait des femmes et des enfants. Il semble que les individus étaient dénutris. 
Le lac est situé sur une route menant à un sanctuaire populaire du culte de Nanda Devi.
Tous ces éléments semblent donc globalement compatibles avec la légende. Il est donc à l'époque proposé qu'une troupe importante de pèlerins, errant depuis plusieurs jours dans les montagnes, ait pu être surprise par un orage de grêle particulièrement violent dans un lieu sans refuge possible, et que les victimes aient succombé à des traumatismes crâniens dus à d'énormes grêlons.
Toutefois, en 2019 une équipe de scientifiques (constituée d’un Indien, un Américain et un Allemand) pourrait avoir percé une partie des secrets du lac mystérieux tout en soulevant des questions abyssales. Les résultats de leur travail sont exposés dans un article paru dans la revue Nature Communications.
Alors que la théorie la plus avancée, fondée sur quelques échantillons, évaluait à 1 200 ans l’âge des restes humains en question, cette nouvelle étude démontre en se basant sur des échantillons d’ADN prélevés sur 38 squelettes que le site n’abrite pas une mais plusieurs cohortes de cadavres et que les corps sont arrivés sur place à plusieurs moments de l’histoire, répartis sur plus d’un millénaire.
Le lac est en effet le dernier séjour de multiples groupes qui s’y sont retrouvés entre le VIIe et le Xe siècle et, étrangement d’un groupe séparé qui aurait connu une grave mésaventure entre le Xe et le XVIIe siècle. De manière plus étonnante, alors que les individus qui se sont perdus sur les bords du lac Roopkund étaient selon les analyses ADN originaires du sous-continent indien, le groupe tardif qui compte 14 personnes semble être originaire de Méditerranée orientale. Leur ADN présente en effet des similarités avec l’ADN des habitants contemporains de la Crète.

## Attitude des randonneurs
Le site est l'objet du vandalisme des touristes et des randonneurs qui fouillent le lac et prélèvent des ossements pour ramener un macabre « souvenir » de leur voyage. La récolte des ossements est non seulement interdite par la loi mais aussi hautement réprouvée dans la religion hindouiste.